# Solanum echegarayi
Solanum echegarayi är en potatisväxtart som beskrevs av Georg Hans Emmo Emo Wolfgang Hieronymus. Solanum echegarayi ingår i släktet skattor som ingår i familjen potatisväxter. Inga underarter finns listade i Catalogue of Life.